# Tram van Hamburg

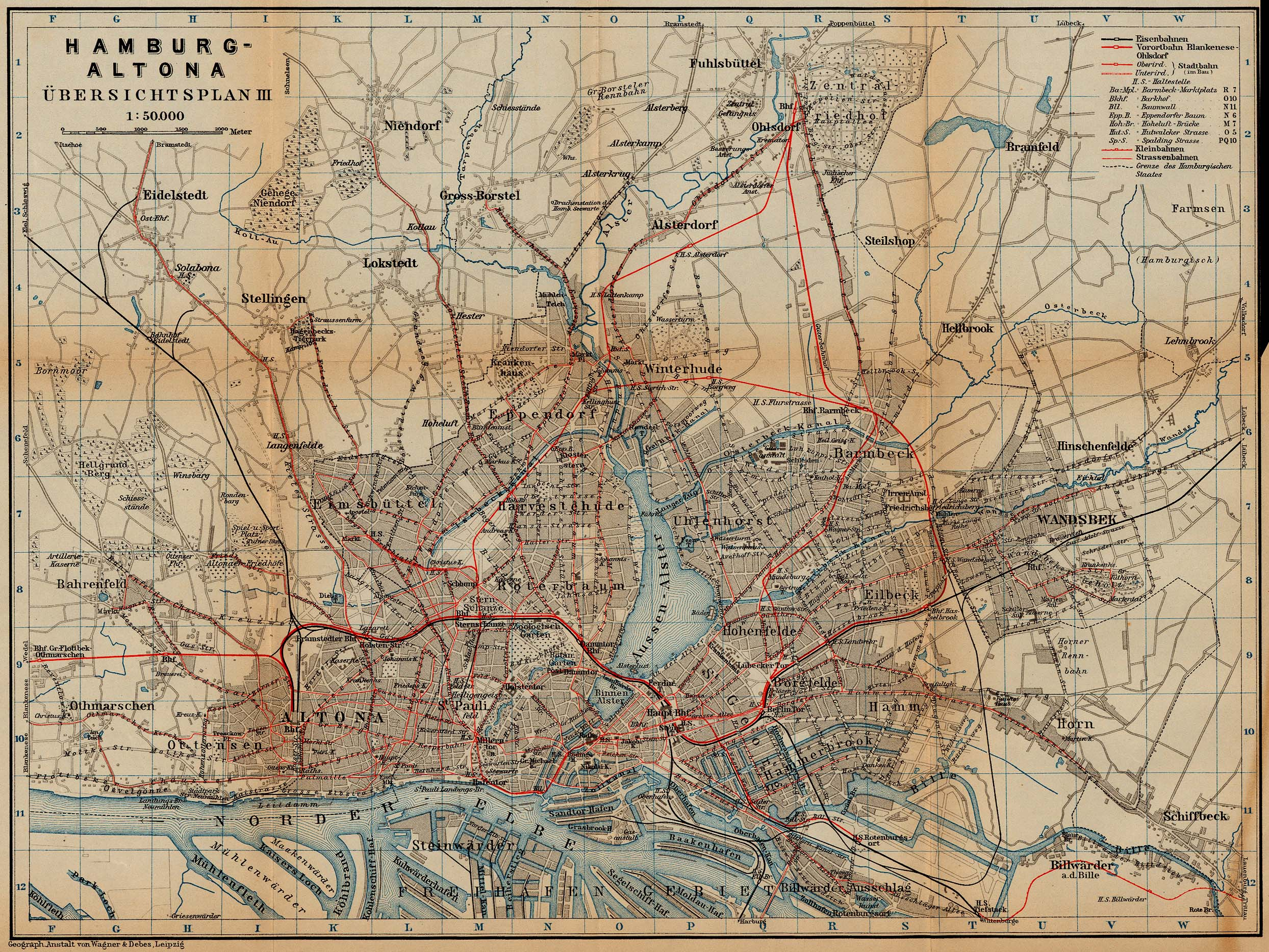
Lijnennet in 1910

De tram van Hamburg was het trambedrijf van de Duitse stad Hamburg en een van de grootste en oudste tramnetten van Duitsland. In 1866 werd de eerste paardentramlijn geopend en in 1894 werd de eerste elektrische normaalsporige (1435 mm) tramlijn in dienst gesteld. De Hamburgse Senaat besloot in 1958 tot de opheffing van het tramnet en de laatste tramlijn (2) werd in 1978 opgeheven en door een buslijn vervangen. Een beslissing die tot op de dag vandaag door burgers wordt betreurd en in economische zin een grote schadepost heeft opgeleverd. Tot driemaal besloot de Senaat van Hamburg weer tot herinvoering van tramexploitatie, nu in de bekende Duitse Stadtbahnvariant.

## Geschiedenis
Toen Hamburg door de industrialisering na 1860 sterk buiten zijn stadspoorten uitbreidde, groeide de stad. Het aantal inwoners steeg van 290.000 in 1870 naar 559.000 in 1890. Dit was zonder de groeicijfers van de toen nog zelfstandige gemeentes Altona en Wandsbek. Door de bouw van de Speicherstadt moesten 20.000 inwoners naar andere behuizing uitzien. Deze groei moest worden opgevangen door een vorm van openbaar vervoer. De paardenomnibuslijnen waren onvoldoende toegerust om alle nieuwe passagiers op te vangen. Het verkeer van de noordelijke buitenwijken werd uitgevoerd door kleine stoomboten die via de Alster de binnenstad bereikten. De Senaat besloot de aanleg van paardentramlijnen toe te staan.

### Paardentram
De paardentram werd in Hamburg geëxploiteerd van 16 augustus 1866 tot 27 december 1922. Tussen 1866 en 1875 werden de eerste vijf lijnen tussen het stadscentrum en Wandsbek, Barmbek, Eimsbüttel, Hoheluft en Hamm door de Pferde-Eisenbahn Gesellschaft (PEG) gebouwd en in dienst genomen. In 1878 nam de Hamburger-Altonaer Pferdebahn de PEG over. Vanaf 1880 komt de Straßen Eisenbahn Gesellschaft (SEG) met lijnen naar de nieuwe begraafplaats in Ohlsdorf en Alsterdorf. Tot 1894 komen nog een aantal kleinere bedrijven ten tonele zodat in 1896 100 kilometer paardentramlijn in dienst is. Vanaf 1894 wordt het net geëlektrificeerd en de eerste fase wordt in 1898 met de indienststelling van de ringlijn over de Altonaer Ring afgesloten. In 1922 wordt de laatste paardentramlijn geëlektrificeerd; het betreft een lijntje in Marienthal dat pas aangesloten kon worden na de bouw van een groot treinviaduct.

### Stoomtram
In Hamburg heeft tussen 13 mei 1878 en 22 juni 1897 een stoomtramlijn dienstgedaan tussen de Rathausmarkt en Wandsbek.

### De elektrische tram

#### Opening

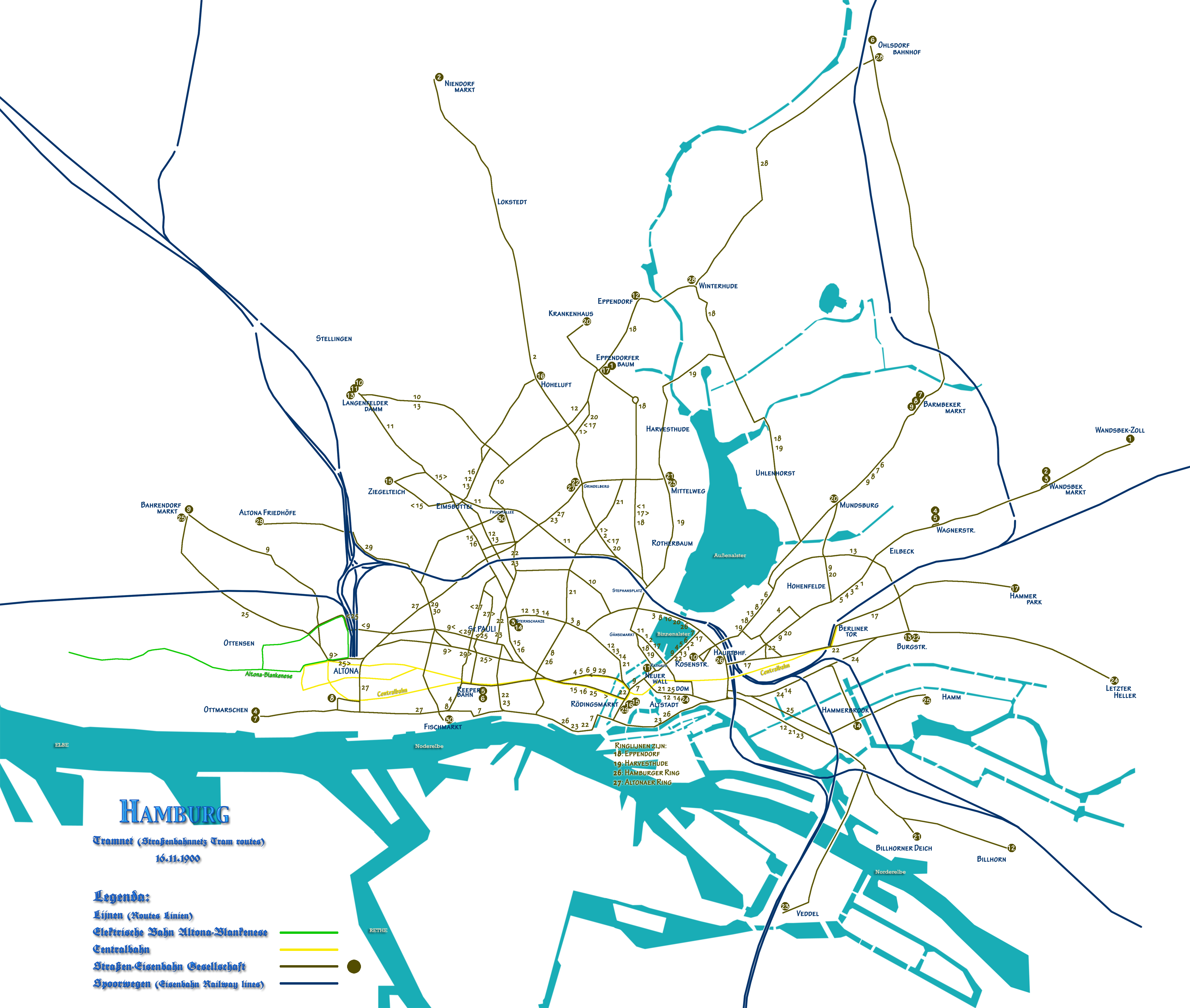
Tramnet in 1900 nadat de lijnen nummers gekregen, met de drie verschillende maatschappijen.

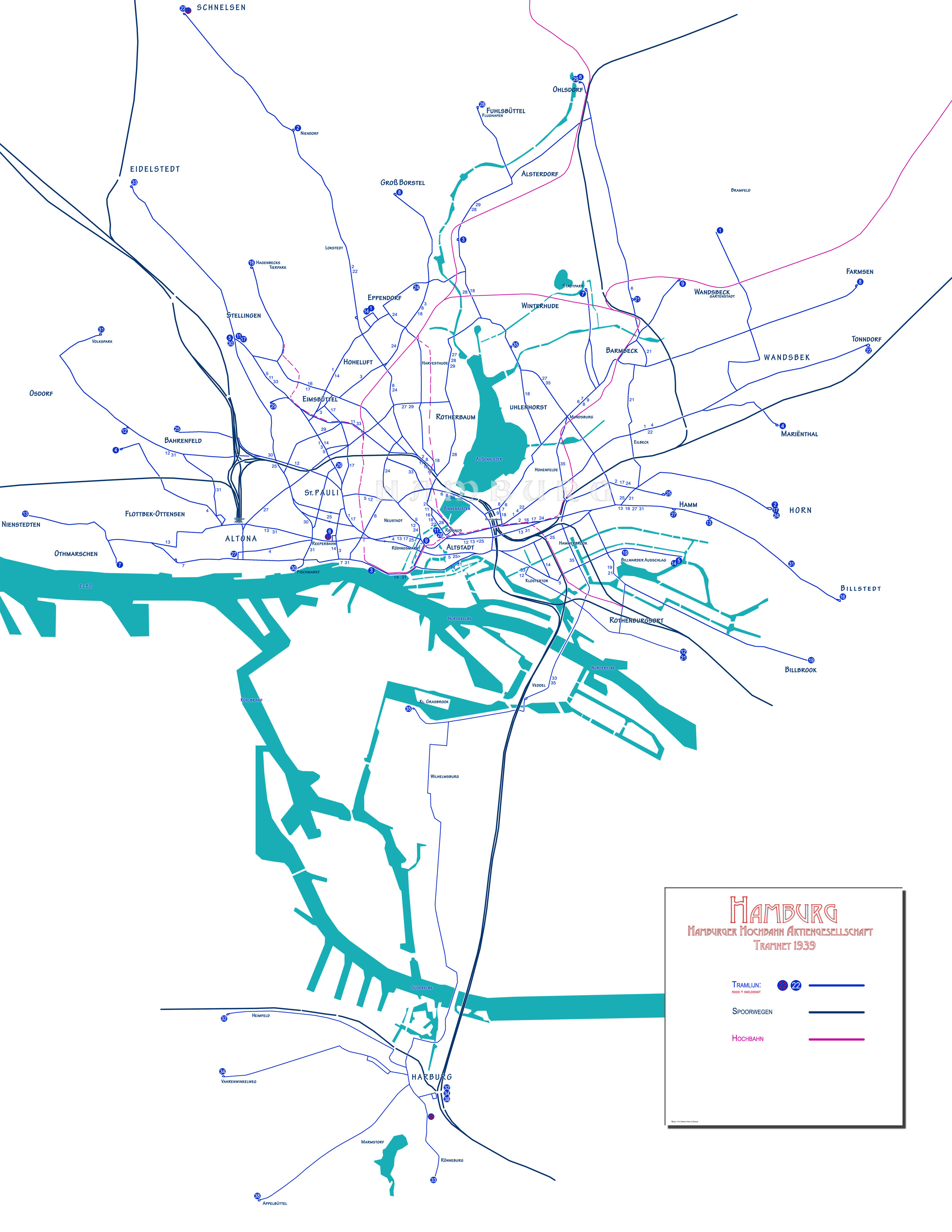
Tramnet in 1939, grootste vooroorlogse net.

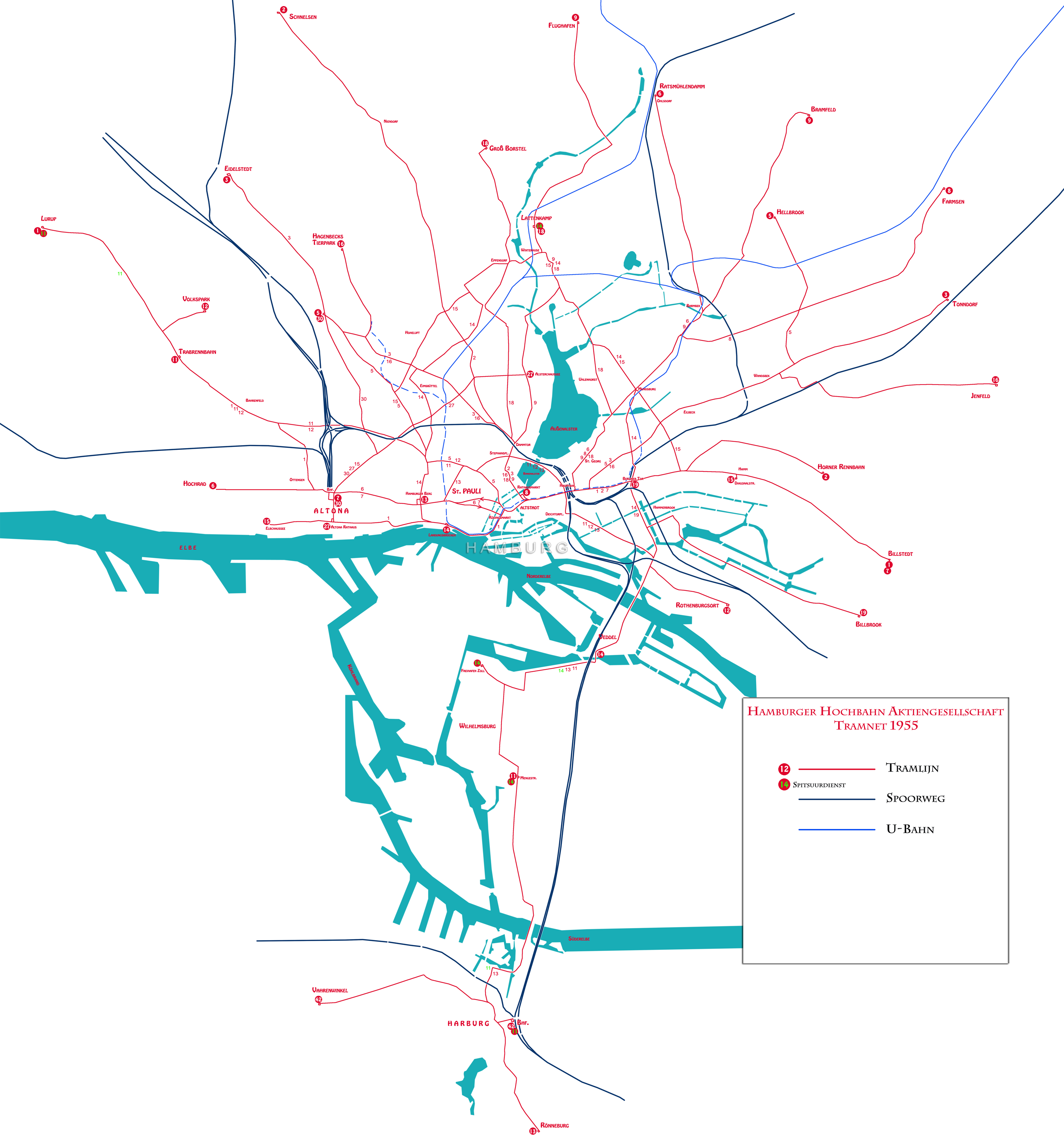
Tramnet in 1955, grootste naoorlogse netomvang.

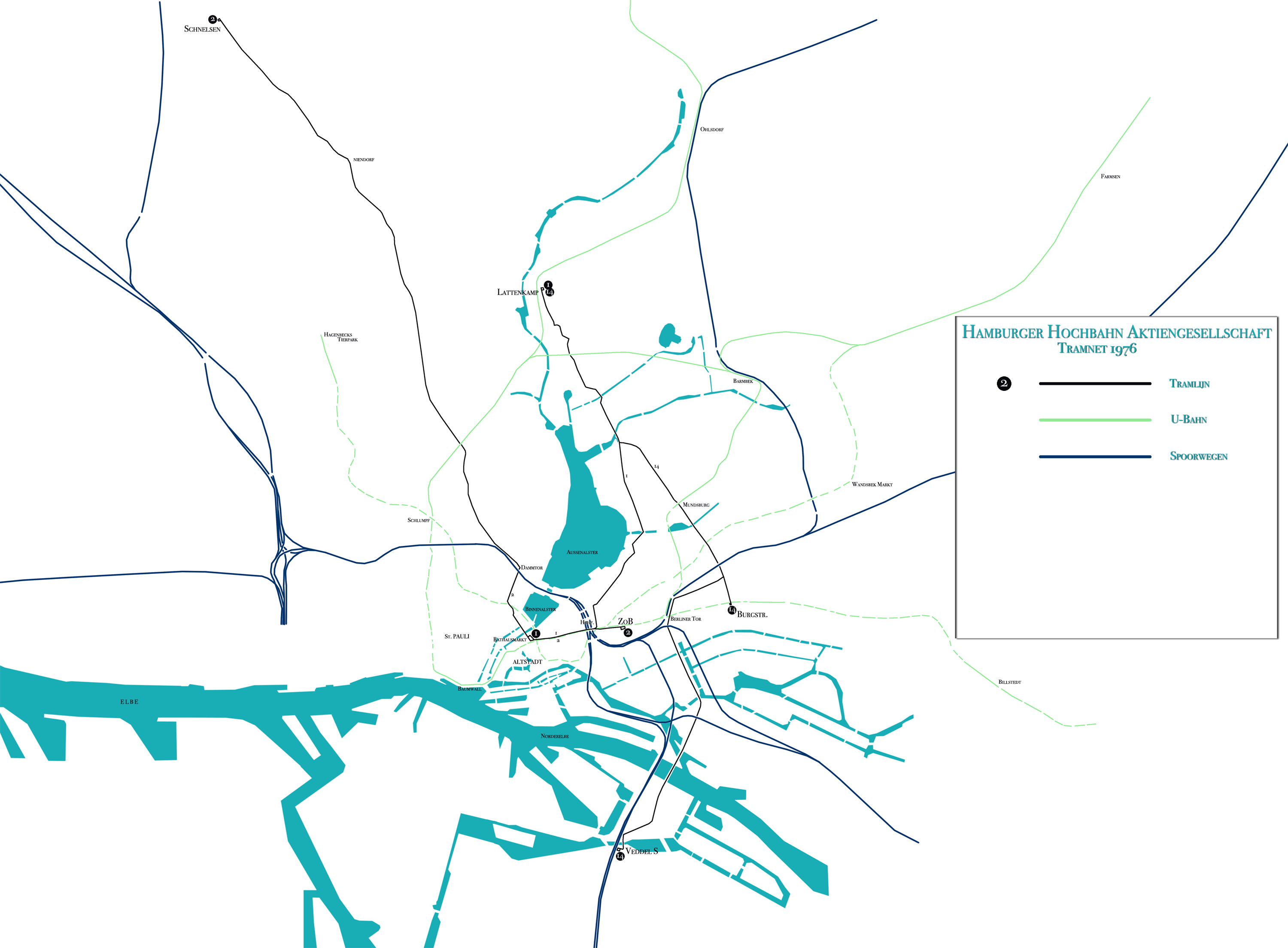
Tramnet in 1976 vlak voor de opheffing in 1978.

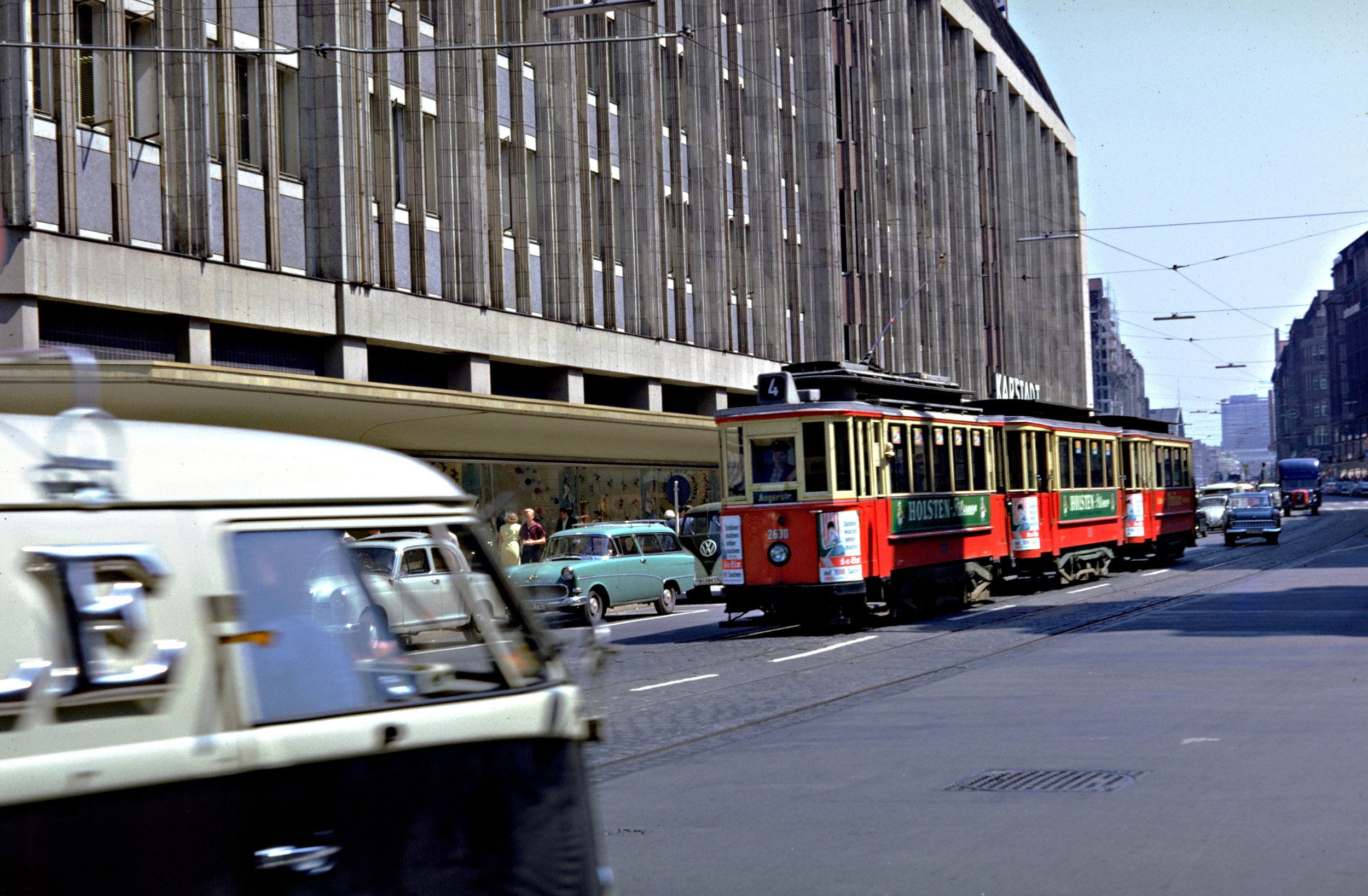
Een tramstel van lijn 4 met twee bijwagens in de Mönckebergstraße. Motorwagen 2630 is een tweeassig type Z2, gebouwd voor de Tweede Wereldoorlog.

Op 5 maart 1894 wordt de eerste elektrische tramlijn geopend op een ringlijn van de Glockengießerwall via de Klosterwall, de Dovenfleet en de Esplanade terug naar de Glockengießerwall (later lijn 26). De elektrische tramlijnen hadden in het begin nog geen lijnnummers.
De Union-Elektricitäts-Gesellschaft uit Berlijn legde de bovenleiding aan. De elektrische stroom werd door een in 1893 zelfgebouwde krachtcentrale geleverd. De eerste trams werden in de lokale fabriek van de Fahrzeugwerkstätten Falkenried in Hamburg-Hoheluft gebouwd. Rond 1900 was het binnenstadsnet geëlektrificeerd en de SEG voerde lijnnummers in volgens het volgende systeem:
- Lijnen 1-3 naar Wandsbek
- Lijn 4 en 5 naar Eilbek
- Lijnen 6-9 naar Barmbeck
- Lijnen 10-16 naar Eimsbüttel
- Lijn 17 naar Hamm
- Lijn 18 en 19 de ringlijnen om de Alster
- Lijnen 20-25 ‘overige’ lijnen
- Lijn 26 de ringlijn om de binnenstad
- Lijn 27 de ringlijn over de Altonaer Ring
- Lijn 29 en 30 lokale lijnen in Altona

De nummers boven 30 werden gereserveerd voor nieuw aan te leggen lijnen, bijvoorbeeld in de zuidelijk van Hamburg gelegen voorstad Harburg. De Zentralbahn en de lijnen van de EBAB kregen aanvankelijk geen lijnnummers. In 1914 werd de indienststelling van de 40ste lijn gevierd. Naast de SEG bestond een tweede bedrijf dat elektrische tramlijnen exploiteerde: de Zentralbahn, voorheen de Hamburg Altonaer Pferdebahn. Deze bezat de zeer lucratieve lijn tussen de Berliner Tor via de Reeperbahn naar Ottensen en had daarnaast twee zijlijnen die als ‘rode’ en ‘groene’ lijn werden aangeduid. Vele tramlijnen bereikten uiteindelijk voorsteden en dorpen die toen nog over de Pruisische grens lagen, bv. naar Stellingen, Billstedt, Tonndorf, Schnelsen en Harburg. Deze gemeentes droegen vaak bij aan de bouwkosten van de tramlijnen omdat zij zeer graag met Hamburg verbonden wilden worden. In 1909 omvatte het elektrische tramnet een lengte van 167 kilometer. Een bijzonderheid in Altona was dat de tram met links verkeer werd geëxploiteerd. Dit bleef zo tot 1923. De reden ervoor was dat de passagiers in de brede straten met veel plantsoenen en bomenlanen in het midden dan op die brede middenweg in- en uitstapten en dat was praktischer dan midden op de weg. De brede Palmaille – waar in het midden de bomenlaan nog steeds intact is – is een voorbeeld hiervan. In Amsterdam-Zuid bestond een vergelijkbare situatie bij lijn 25.
Op enkele lijnen werd ook ’s nachts gereden, aangevuld met enkele overdag niet bestaande verbindingen, aangeduid met letters (P, S, U en V). In 1939 waren er nachtlijnen naar Veddel (V), Blankenese – Billstedt (U), Altona – Tonndorf (P), Ohlsdorf (S), Schnelsen (22) en Billbrook (5). Na de Tweede Wereldoorlog werd dit nachtnet nog fors uitgebreid met verbindingen naar Horn (2), Bramfeld (9), Eidelstedt (3) en Bahrenfeld (13).
In de aan de Süder Elbe gelegen voorstad Harburg ontstond een klein stadstramnet dat ook door de SEG, en later de HHA, werd geëxploiteerd. Hier ontstond een netwerk dat in 1939 bestond uit vier lijnen (32, 33, 34 en 38) dat Harburg met de buitenwijken verbond. De verbinding met Hamburg, via Wilhelmsburg en Veddel, werd door verschillende lijnen onderhouden. De tramverbinding Hamburg – Harburg werd in 1974 opgeheven.

#### Aanleg van de U-Bahn en S-Bahn
Tot 1907 was de elektrische tram het enige openbare vervoermiddel in Hamburg. In dat jaar werd de eerste Stadtbahnlijn (later S-Bahn genoemd) geopend en in 1912 volgde de zogenaamde Hochbahnring met zijlijnen naar Eimsbüttel, Ohlsdorf en Rothenburgsort. Deze wijken waren ook per tram bereikbaar maar de snellijnen verkortten de reistijd met de helft en hadden veel minder haltes en geen hinder van het overige verkeer. Tussen 1907 en 1918 steeg het aantal passagiers van 156 naar 218 miljoen per jaar. Er werden nog Hochbahnlinien aangelegd naar Langenhorn en tramlijnen werden nog verder buiten de stad verlengd. Ondanks dat er sprake was van 4 vervoermaatschappijen in één stad waar men concurrentie zou vermoeden, verstrekte het net elkaar feitelijk en vervoerde in totaal tot de crisis van de jaren 1930 jaarlijks steeds meer passagiers. Op 1 januari 1920 nam de Hamburger Hochbahn Aktiengesellschaft (HHA) het trambedrijf over en op 1 januari 1923 de overgebleven tramlijnen van de Zentralbahnen. Na de enorme inflatie in het begin van de jaren twintig werden weer nieuwe lijnen geopend. Deze keer naar Hochrad, Farmsen, Jüthorn en Billbrook. Tussen Barmbek en Rothenburgsort werd de tangentiale lijn 21 aangelegd. Het verkeer in het centrum concentreerde zich door de Mönckebergstraße waar zich 23 tramlijnen doorheen bewogen.

#### De Tweede Wereldoorlog en de wederopbouw
Na het bombardement van de geallieerden op Hamburg (eind juli 1943) was alleen nog tramverkeer in het niet getroffen Harburg mogelijk. Pas na enkele maanden lukte het weer wat tramlijnen te heropenen maar door het totaal ontbreken van materiaal – al het bruikbare materiaal moest voor de oorlogsinspanningen worden gebruikt – kon tot het einde van de oorlog geen tramverkeer meer op gang worden gebracht naar Altona, Sankt Pauli, Hammerbrook en Hamm. Ook lijn 21 kon niet meer in dienst komen. Pas in 1947 was weer een tramnet met de belangrijkste verbindingen in dienst. De eerste nieuwe lijn werd in 1948 geopend; dit was de lijn naar Bramfeld. In 1955, nadat de voorstadjes Jenfeld met lijn 1 en Lurup met lijn 16 bereikt werden, was het naoorlogse tramnet op zijn grootst. Op 30 augustus 1954 was echter in Harburg al een eerste tramlijn opgeheven ten voordele van een buslijn: 44. Op 5 mei 1953 kregen buslijnen ook lijnnummers (in plaats van letters) en in 1954 werd besloten buslijnen vanaf 30 te gaan nummeren. De tramlijnen 31 en 30 werden 1 en 17. In 1961 volgde nog meer omnummeringen: lijn 27 werd voor een deel door lijn 8 opgevolgd.

#### Opheffing

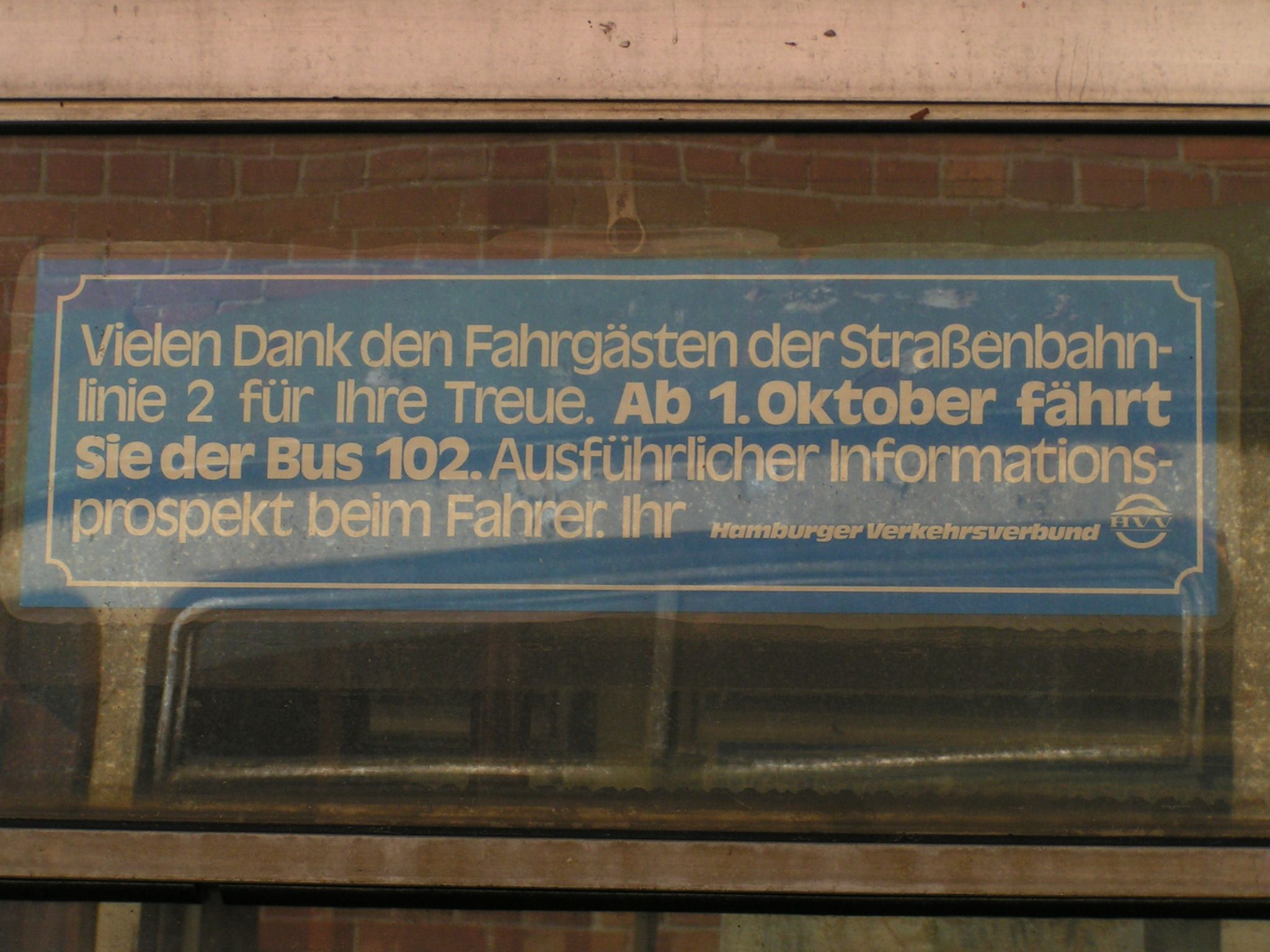
Afscheidsschild: «Dank U wel, passagieren van tramlijn 2, voor Uw vertrouwen. Vanaf 1 oktober rijdt bus 102 voor U. Uitvoerig brochure bij het bestuurder. Uw Hamburger Verkehrsverbund»

In 1958 besloot de Hamburgse Senaat de tramlijnen over een periode van 20 jaar op te heffen en tegelijkertijd het U-Bahnnet fors uit te breiden. In 1962/'63 werd de U-Bahn naar Wandsbek-Gartenstadt geopend, die parallel liep met meerdere naar het oosten van de stad lopende tramlijnen. In de jaren zeventig volgde de opening van de U-Bahn naar Billstedt via de Horner Rennbahn, die concurreerde met drie naar het zuidoosten lopende tramlijnen. De teloorgang van het tramnet was feitelijk al begonnen bij de naoorlogse indienststelling van snelbuslijnen. Waar eerst de vele buslijnen slechts passagiers aan tramlijn-, U-Bahn of S-Bahneindpunten afleverden, werden nu rechtstreekse verbindingen langs tramlijnen naar en door het stadscentrum aangeboden. Deze waren door het geringere aantal haltes ‘natuurlijk’ veel sneller en men gebruikte dit argument om de buslijnen op te hemelen en trams als ouderwets neer te zetten. Nieuwe bussen tegen vooroorlogse en opgelapte trams van soms 40 jaar oud werden ook in de strijd ingezet. De nieuwste serie trams van fabrikant Falkenried (V6 en V7-serie) waren traag en niet echt modern. In 1952 werd één PCC-car, nr. 3060, op lijn 8 getest maar deze verdween in 1958 naar Kopenhagen en later naar Brussel. Op 10 mei 1959 werden de tramlijnen 13 en 17 opgeheven waarna snel de lijnen 22, 23, 27 en 28 volgden. In 1961 reden nog 16 tramlijnen hun diensten op een nog fijnmazig net maar in 1976 was het net geslonken tot 3 tramlijnen. Het tijdperk van de tram werd afgesloten op 1 oktober 1978 met de opheffing van de laatste lijn, lijn 2.

#### Renaissance?
Al midden jaren tachtig wordt weer over de herinvoering van de tram, nu als moderne Stadtbahn, gediscussieerd en komt het onderwerp frequent op de politieke agenda. De CDU in de Hamburgse Senaat is altijd consequent tegen een herinvoering van de tram geweest en blokkeerde deze initiatieven langdurig met succes. In 2001 werd met de wisseling van de politieke wacht door deze partij nog de bouw van een lijnnet met vier lijnen geblokkeerd en werd geld vrijgemaakt voor de verlenging van U-Bahn lijn 4 naar Hafencity. In 2007 leidde een burgerinitiatief tot het ontwerp van een Stadtbahnlijn tussen Bramfeld en Altona en op 8 januari 2009 werd besloten deze lijn, die het begin moet zijn van een ongeveer 50 kilometer groot lijnennet, vanaf 2012 te gaan bouwen. De gemeenteraadsverkiezingen van februari 2011 veranderden dit weer; de burgemeester besloot alle plannen stop te zetten.

## Maatschappijen

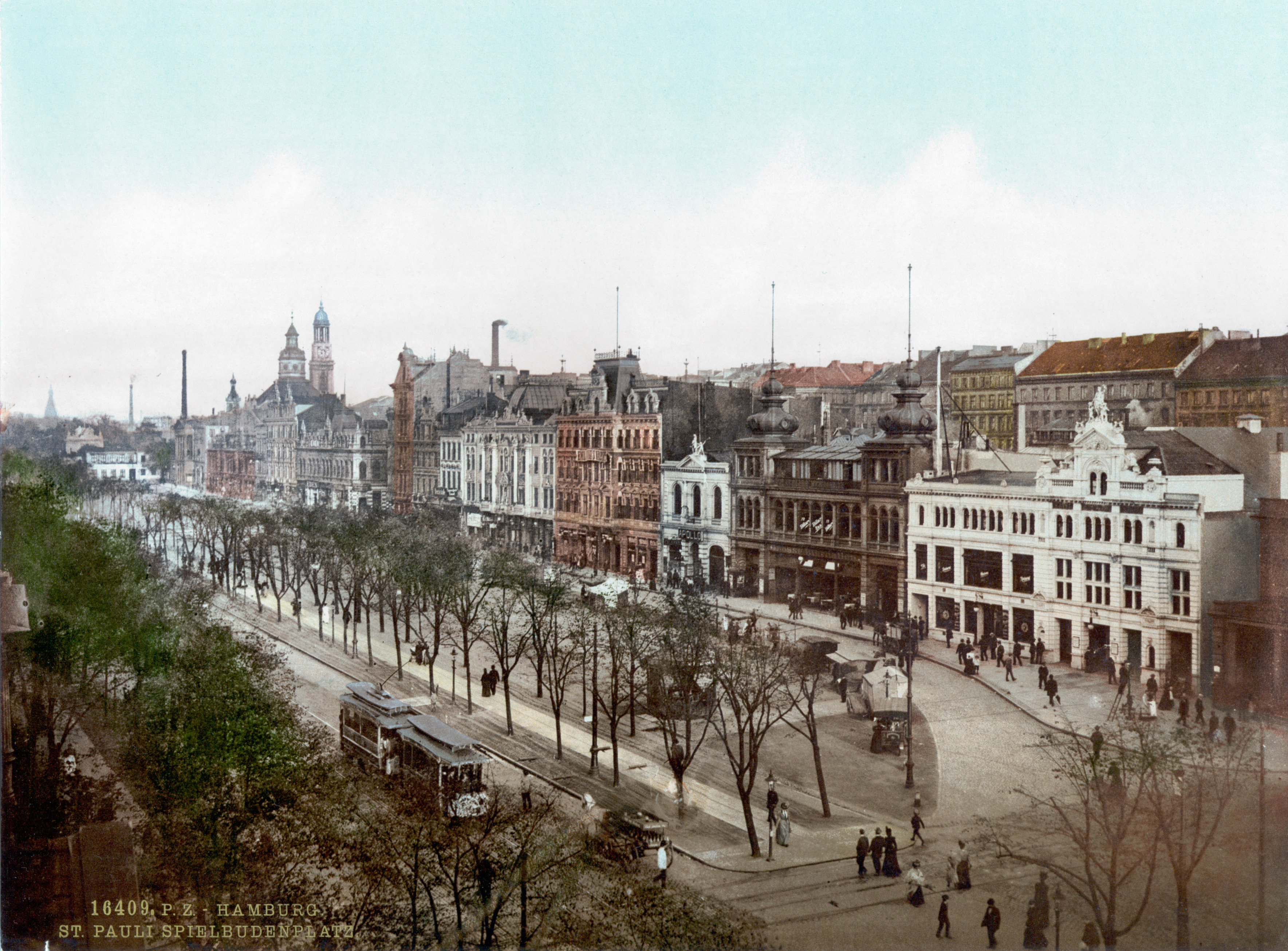
Spielbudenplatz in het Hamburgse stadsdeel St. Pauli, ongeveer 1900.

In Hamburg hebben meerdere bedrijven openbaar vervoer in concurrentie met elkaar binnen de stadsgrenzen uitgevoerd.
- PEG (Pferde Eisenbahn Gesellschaft): tussen 1866 en 1881, werd daarna overgenomen door SEG. Haar oorspronkelijke lijnen werden in 1900 1, 2, 9, 11 en 17 genummerd.
- HAPf (Hamburg-Altonaer Pferdebahn Gesellschaft): exploiteerde tussen 1878 en 1896 paardentramlijnen, elektrificeerden daarna haar lijnen en noemde zich daarna HAC (Hamburg-Altonaer Centralbahn). Later ook Zentralbahn. Deze lijnen waren zeer lucratief omdat zij het Centraal Station in Hamburg via het Hamburgse centrum met Altona verbond. In 1923 ging deze maatschappij in de HHA op. In de volksmond werd zij echter ‘Chinesenbahn’ genoemd omdat de trams geel waren en een pagodeachtig dak hadden.
- Hamburg Altona North Western Tramway Co. (HANWTC). Vanaf 1882 exploiteerde deze mij. lijnen in Altona en Eimsbüttel en vanaf 1898 naar Bahrenfeld. Vanaf 1892 Hamburg-Altonaer Trambahn-Gesellschaft (HAT). Zij elektrificeerde haar lijnen en werd in 1900 door de SEG overgenomen waarbij deze lijnen de nummers 15, 16, 27 (Altonaer Ring), 29 en 30 kregen.
- GrHAS (Große Hamburg-Altonaer Straßenbahn): deze kleine mij. exploiteerde tussen 1887 en 1891 twee paardentramlijnen en werd toen door de SEG overgenomen en na elektrificatie in 1900 4 en 22 genummerd.
- EBAB (Elektrische Bahn Altona-Blankenese): dit bedrijf exploiteerde tussen 1899 en 1921 een tramlijn tussen de genoemde plaatsen.
- Strassen-Eisenbahn Gesellschaft (SEG): startte in 1880 paardentramlijnen elektrificeerde haar net vanaf 1894 en werd in 1919 opgenomen in de HHA.
- HHA (Hamburger Hochbahn Aktiengesellschaft): Opgericht als uitbater van de Hochbahn nam zij in 1923 in opdracht van de Senaat alle trambedrijven in de stad over en bestaat als zodanig nog steeds.

## Wagenpark

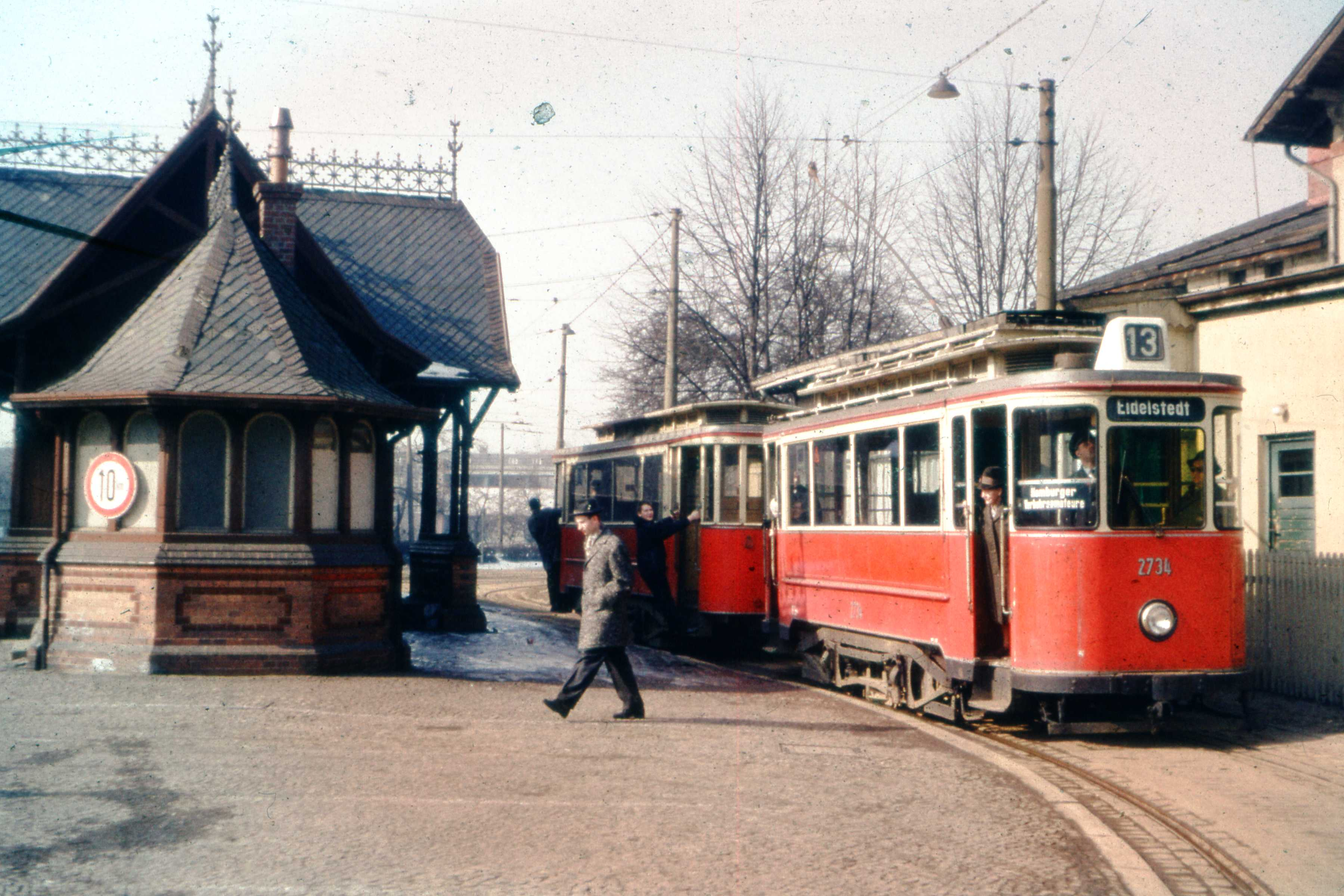
Tweeassig tramstel Z2u und Z2Bu in Hamburg-Ohlsdorf.

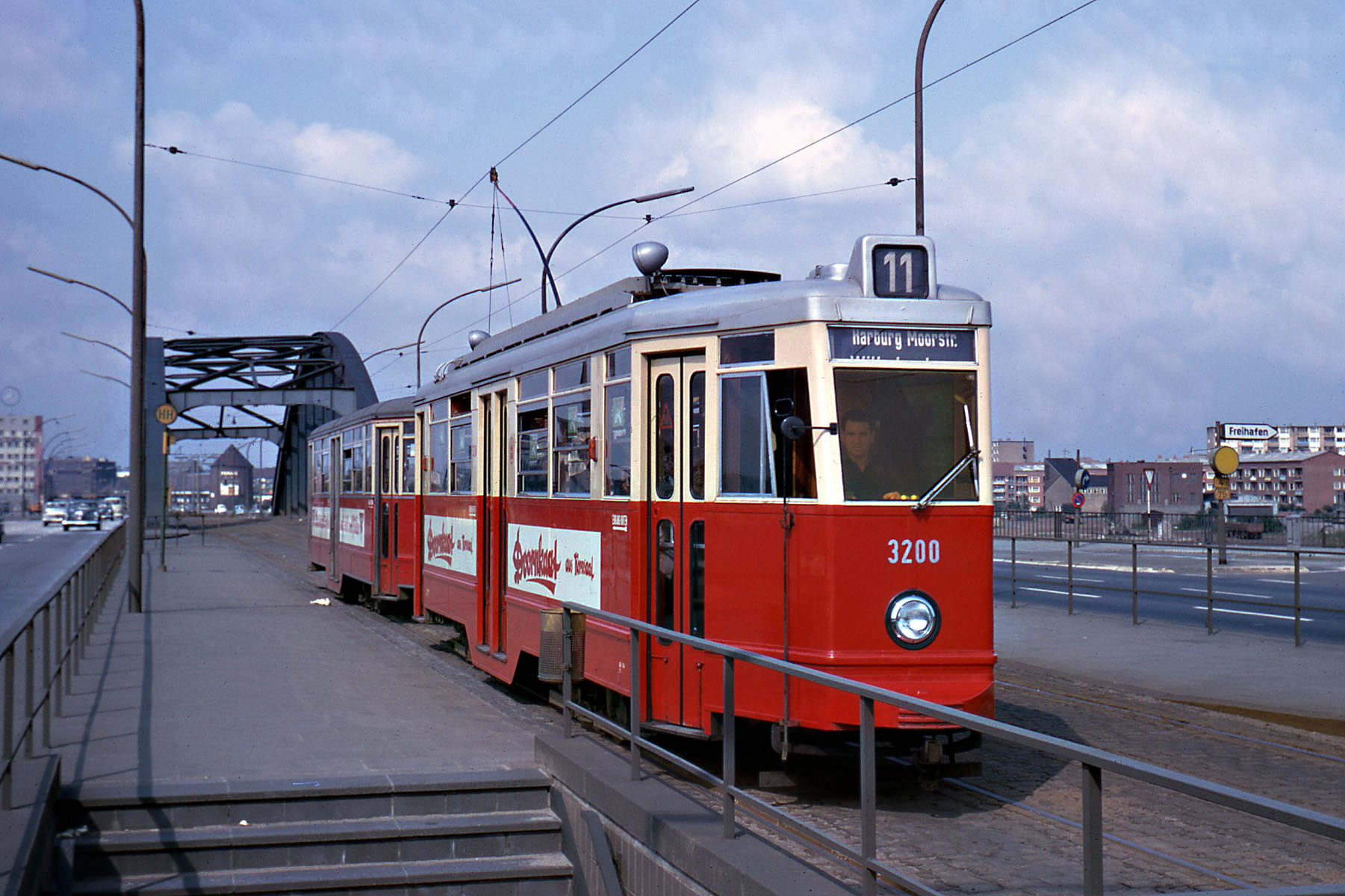
V7 3200 uit 1953/4 gebouwd door O&K rijdt over de Norderelbe naar Harburg via Veddel en Wilhelmsburg. De tram had over de brug een geheel vrije baan.

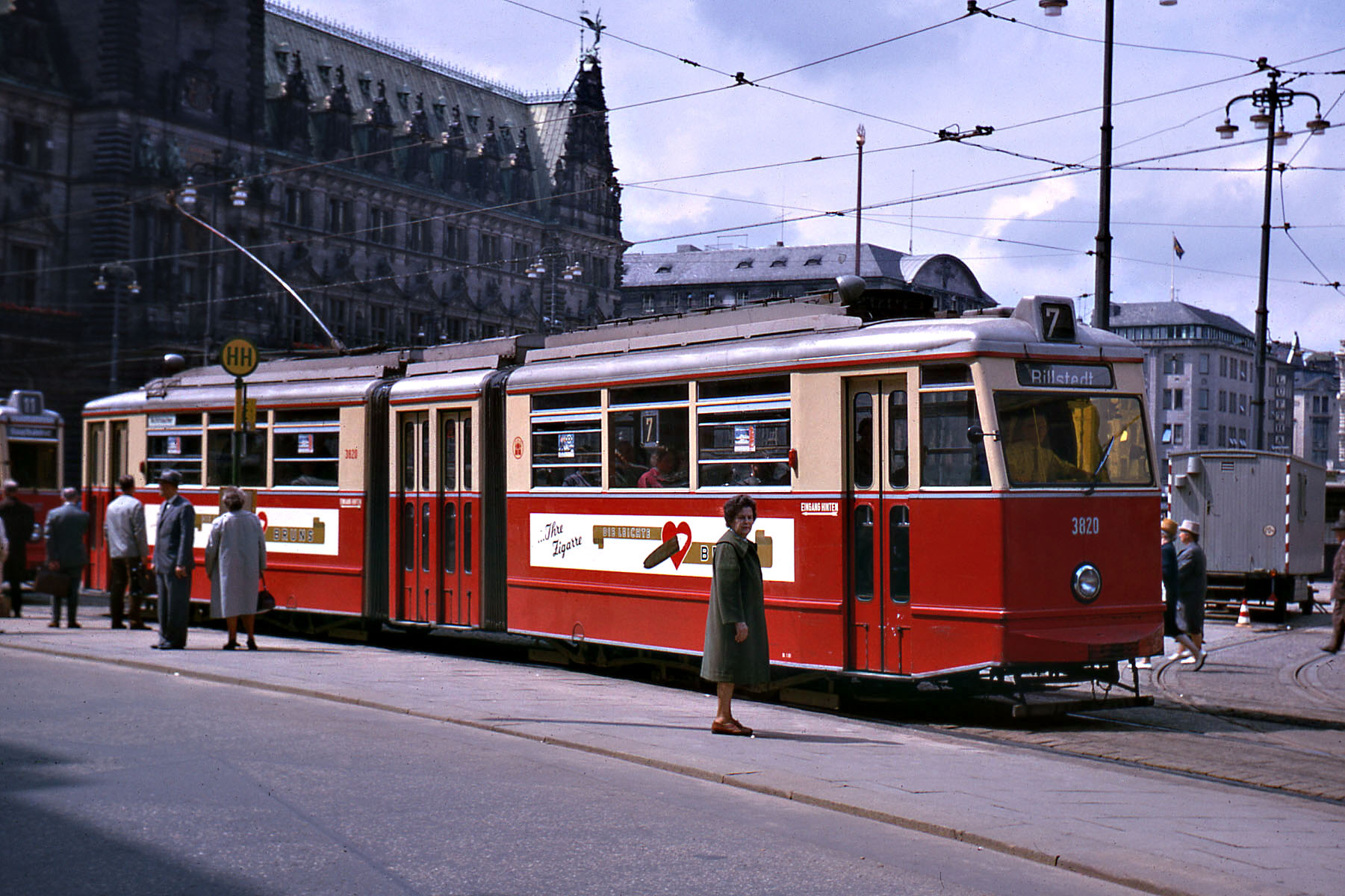
Een type VG, nr. 3820, in 1965 op de Rathausmarkt onderweg naar Billstedt. Bij deze trams moest geheel achterin worden ingestapt.

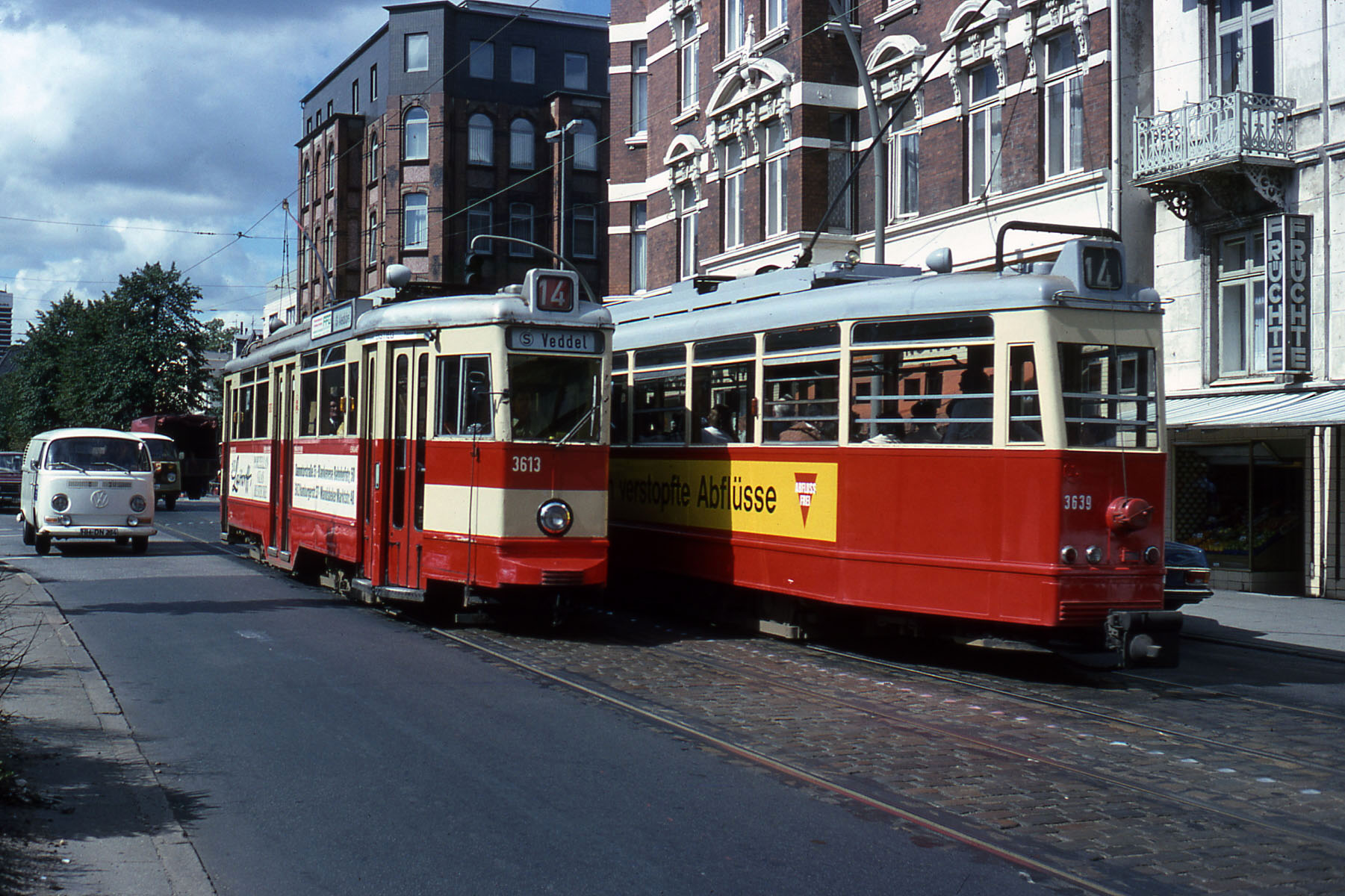
Twee V6 motorwagens passeren elkaar op lijn 14. Deze serie (3601-3660, oorspronkelijk 3001-3060) is door Falkenried in 1951/2 gebouwd en was daarmee de eerste serie; ze deden tot het opheffingsjaar 1978 dienst.

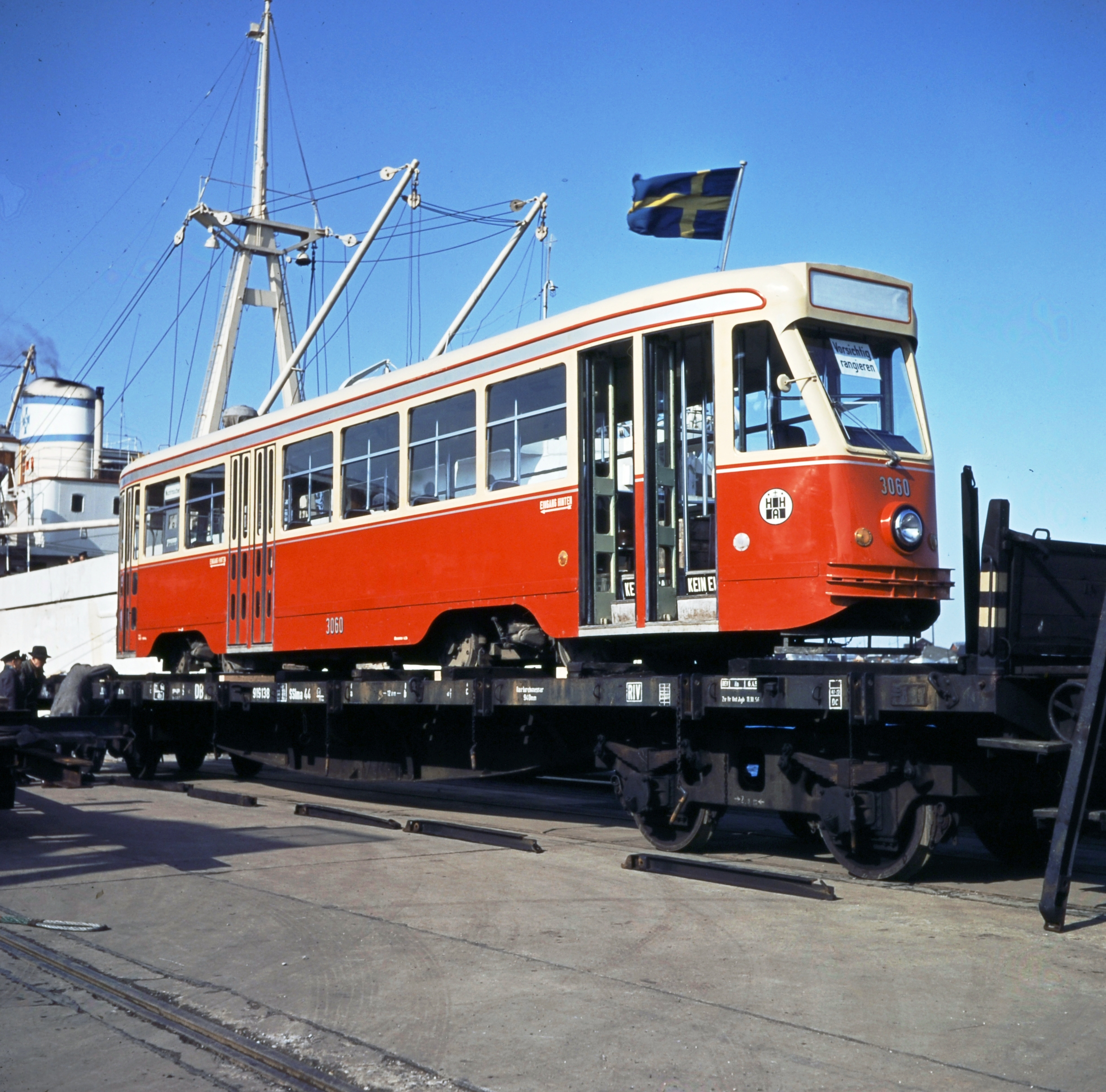
PCC-car 3060, nog in Hamburgse uitmonstering, bij aflevering in Kopenhagen, begin 1958.

### Motorwagens
Tussen 1894 en 1926 werden in totaal 842 tweeassige elektrische trams gebouwd. In Hamburg werd het wagenpark vanaf ongeveer 1940 in types ingedeeld.
- Type Z1 werd vanaf 1894 door de SEG in haar eigen fabriek in Falkenried gebouwd. Tot 1897 werden er 387 gebouwd. Het waren trams van 8 meter lang en een breedte van 2 meter. De eerste series hadden slechts één motor met een vermogen van 10 kW, latere twee motoren met ieder 37 kW. Daarmee konden 2 bijwagens worden getrokken. Pas in het midden van de jaren twintig werden de balkons gesloten zodat de bestuurder tegen het weer werd beschermd. Tussen 1901 en 1915 volgde nog deelseries met in totaal 251 nieuwe trams die 5 zijramen hadden en bijna 9 meter lang waren. Vele van deze trams zijn nog door de HHA overgenomen.
- Type Z2 was de gemoderniseerde versie van honderden trams van het type Z1. De trams kregen nieuwe onderstellen en wat sterkere motoren. 415 trams van deze series, 227 van het type Z1 – waren na de Tweede Wereldoorlog nog inzetbaar – veelal na maandenlange verbouwingen en revisies – en deze trams werden pas tussen 1959 en 1965 buiten dienst gesteld.
- In 1896 stelde de HAC 40 tweeassers in dienst die bij Busch werden gebouwd. In 1899 volgden 20 wagens, gebouwd door Falkenried. Er werden 45 bijwagens bijgeleverd die hetzelfde uiterlijk hadden. Deze trams waren kort: 8,4 meter. In 1923 heeft de HHA 46 motorwagens van deze serie met twee gebogen zijramen overgenomen; ze zijn rond 1929 gesloopt.
- De HAT kocht bij Busch in 1898/'99 82 trams die slechts 5,2 meter lang waren met twee motoren van 20 pk. De SEG en daarna de HHA namen de trams nog over maar zij werden in 1931 alle gesloopt.

Tussen 1897 en 1956 werden 387 vierassige trams aangeschaft. Deze kregen alle de aanduiding ‘V’ voor vierasser.
- Type V1 werd zowel door de SEG als door de EBAB aangeschaft. Tussen 1897 en 1901 nam de SEG 50 door Falkenried gebouwde trams in dienst. Ze waren 11,2 meter lang en hadden twee draaistellen met een radstand van 1,6 meter; 24 wagens overleefden de Tweede Wereldoorlog en werden in de jaren vijftig tot werkwagen verbouwd of gesloopt. De EBAB kocht 16 gelijke trams van dit type maar deze werden in 1918 aan het trambedrijf van Hannover verkocht.
- Type V2 bestond uit 40 trams van Falkenried die in 1928 in dienst kwamen. Ze hadden een lengte van 12 meter. 27 van deze trams overleefden de oorlog en ze deden tot 1967 dienst.
- Type V3 bestond uit vijf trams van 12,3 meter lang waarvan er twee tot 1967 in dienst bleven. Vanaf dit type waren de trams in Hamburg 2,2 meter breed.
- Type V4 waren drie proefwagens met een lengte van 14,5 meter door drie verschillende fabrikanten gebouwd: Westwaggon, Crede en Uerdingen. Alle werden in de oorlog verwoest.
- Type V5 was de doorontwikkeling van het type V4, 21 wagens door Uerdingen gebouwd in 1943 waarvan er elf dienstdeden tot 1958.
- Type V6 werd door Falkenried en LHB (Linke-Hofmann-Busch) gebouwd tussen 1949 en 1953. Het was een serie van 103 trams in een traditionele bouwwijze. Ze werden 3061-3164 genummerd (maar werden in hun werkzame leven nog verschillende keren omgenummerd). Door de behoorlijke roestvorming van het type V7 waren deze trams de laatste die tot 1978 dienstdeden.
- Type V7 leek zeer veel op het type V6. Deze serie is gebouwd in 1953/'54 en omvatte 90 trams, 3165-3214 (gebouwd door Orenstein & Koppel – O&K) en 3400-3439 (gebouwd door Linke Hofmann). Dit type was zeer licht van gewicht door het gebruik van aluminium. Tussen 1966 en 1969 werden al deze trams verbouwd om zonder conducteur dienst te kunnen doen.
  - De types V6 en V7 waren 14,5 meter lang, wogen 17 ton en boden plaats aan bijna 100 reizigers. Een verschil zat in de deuren: V6 had aanvankelijk schuifdeuren, V7 vanaf het begin vouwdeuren. Met een bijwagen konden met drie man personeel ongeveer 200 passagiers worden vervoerd. Voor Hamburgse begrippen was dat een grote vooruitgang daar men bij het oudere tweeassige materieel een motorwagen en twee bijwagens nodig had (dus vier, later drie man personeel) om ongeveer 150 passagiers te kunnen vervoeren. De bijwagens wogen slechts 10,5 ton. Deze serie trams hadden in het begin allemaal brievenbussen. Bij het Hauptbahnhof en andere grote overstappunten werden de bussen geleegd. Deze service werd in 1958 opgeheven.
- Type VG (‘G’ voor Gelenk) was een serie van 30 stuks gelede trams van 17 meter lang, gebouwd uit twee tweeassers waaraan een middenstuk met deuren (‘twee kamers met bad’) toegevoegd werd. De proefwagen (3021) was door Falkenried ontworpen en gebouwd. In 1955/'56 volgden nog 30 stuks 3251-3280, gebouwd door O&K. Al na ongeveer elf jaar werden ze uit de dienst genomen. Hun slechte rijeigenschappen waren te wijten aan de grote asafstand van 2,5 meter van de draaistellen. Door de railslijtage die daarvan het gevolg was kregen ze de bijnaam ‘Schienenfräse’, vertaald ‘railvreters’.
- Een PCC-car, gebouwd door La Brugeoise en ACEC volgens Amerikaanse octrooien, werd als proef vanaf 1952 ingezet. Deze wagen 3060 had een wagenbak naar Belgisch ontwerp en was gelijk aan de eerste reeks Brusselse PCC-cars 7001-7050. De Brusselse tram nam hem in 1958 over als nummer 7000. In de eerste maanden van 1958 deed hij tussendoor dienst bij de tram van Kopenhagen.

### Bijwagens
Vanzelfsprekend werden in Hamburg bijwagens achter de motorwagens gehangen. Zo verbouwde de SEG 271 paardentrams tot bijwagen. De andere exploitanten kochten op bescheiden schaal nieuwe bijwagens. De HAC 45 en de HAT 24 stuks.
- Vanaf 1902 kocht de SEG nieuwe wagens die de typeaanduiding A1 tot A6 kregen. Het waren alle tweeassige trams met een lengte van bijna acht meter. Het betrof in totaal 447 bijwagens, waarvan er 234 nog na de oorlog konden worden ingezet. Sloop geschiedde tussen 1951 en 1955.
- Het type A6 en A8 werden door de HHA tussen 1923 en 1927 bij verschillende firma’s (Falkenried, HAWA Hannover, Bautzen) besteld. Het gaat in totaal om 460 bijwagens die tot 1965 werden ingezet. Relatief veel – 343 – overleefden de Tweede Wereldoorlog.
- Type Z3B betrof een proefserie van 10 bijwagens voor de lange voorstadslijn 33 naar Harburg. Omdat ze tijdens hoge snelheid enorm slingerden, werden ze al in 1961 ter zijde gesteld.
- Het type Z4B (1958) beviel iets beter omdat de asafstand kleiner was (2,5 meter in plaats van 3), maar ze waren feitelijk bedoeld om gekoppeld te rijden met trams van het type VG. 5 stuks haalden het jaar 1967.
- Vanaf 1949 bouwden Falkenried, O&K en LHB 182 vierassige bijwagens (types V6B en V7B; 1331-1500 en 4433-4444 met veelvuldige omnummering) voor dienst achter de V6- en V7-series motorwagens. Ook de V7B-serie bleek nogal roestig en deze werden in 1970 gesloopt. De V6B haalde net 1971 en de rest van de jaren dat de tram in Hamburg nog dienstdeed, werd zonder bijwagens gereden.

### Kleurstelling
De Zentralbahn reed met gele trams en de SEG met donkergroene. Vanaf 1922 voerde de HHA crème als hoofdkleur in. De eerste vierassers werden vanaf het eind van de jaren dertig rood van onderen en crème rond de raampartij. Na de Tweede Wereldoorlog werden alle herstelde trams crème met rood. Tot 1978 was dit de kleurstelling, die soms werd onderbroken door trams in een totale uitmonstering met reclame.

## Techniek

### Stroomafname
De Hamburgse tram reed eerst op 500V gelijkstroom, later 550V. Het was het laatste bedrijf in Duitsland dat met een trolleystang stroom afnam.

### Lijnherkenning
Vanaf 1894 hadden alle lijnen een voor de lijn uniek daksymbool en twee lantaarns die met verschillende kleuren verschillende combinaties vormden zodat ook in het donker een lijn herkenbaar was. Na de invoering van de lijnnummers (1900, als eerste trambedrijf in Duitsland) bleef dit systeem tot rond 1948 op de tweeassers in gebruik. Wel in vereenvoudigde vorm door bijvoorbeeld het weglaten van één daklantaarn.